# Moenkhausia georgiae
Moenkhausia georgiae är en fiskart som beskrevs av Géry, 1965. Moenkhausia georgiae ingår i släktet Moenkhausia och familjen Characidae. IUCN kategoriserar arten globalt som livskraftig. Inga underarter finns listade i Catalogue of Life.